# آوای دریا
آوای دریا فیلمی به کارگردانی  و نویسندگی رحمان رضایی ساختهٔ سال ۱۳۶۹ است.

## بازیگران
- احمد اشراقی
- محمد پورحسن
- اکرم محمدی
- کیومرث ملک مطیعی
- گلچهره دانش
- نعمت اله گرجی
- ایرج صفدری
- کمال صوفباف
- فاطمه سایقی
- بهروز سایقی
- مختار سائقی